# Anna Seghers
Anna Seghers, polgári nevén Netty Radványi (született Reiling) (Mainz, 1900. november 19. – Kelet-Berlin, 1983. június 1.)  német író. 1947-ben Büchner-díjjal tüntették ki.

## Életrajza
Eredeti nevén Netty Reiling nagypolgári zsidó családban nőtt fel Mainzban. Történelmet, művészettörténetet és sinológiát tanult, 1922-ben doktorált. 1928-ban jelent meg első elbeszélése Aufstand der Fischer von St. Barbara (A Sankt Barbara-i halászok felkelése). 1925-ben házasodtak össze a magyar Radványi Lászlóval. 1926-ban Berlinbe költöztek, két gyermekük már ott született. 1929-ben belépett Németország Kommunista Pártjába. 1930-ban jelent meg Auf dem Wege zur amerikanischen Botschaft (Úton az amerikai nagykövetség felé) elbeszéléskötete, majd 1932-ben első regénye Die Gefährten (Utitársak).
A nácik 1933-ban letartóztatták, de el tudott menekülni Franciaországba. Itt született számos híres regénye a weimari köztársaság hétköznapjairól, a két világháború közötti időszak német viszonyairól, a nemzetiszocializmussal szembeni ellenállásról. Itt írta meg világhírű regényét is Das siebte Kreuz. Ein Roman aus Hitlerdeutschland (A hetedik kereszt. Regény a hitleri Németországból), amely 1942-ben jelent meg angolul. Az Egyesült Államokban még a regény megjelenésének évében megfilmesítették. Németül 1947-ben adták ki. Miután a német csapatok megszállták Párizst, Mexikóba emigrált. Már ott jelent meg 1944-ben Transit című regénye, majd 1946-ban Der Ausflug der toten Mädchen (A holt leányok kirándulása), amely az egyik legsikerültebb regénye. 1947-ben újra hazatelepült, meggyőződéses marxistaként természetesen Kelet-Berlinbe. Eleinte a még Mexikóban megkezdett regények befejezésével foglalkozott, melyek latin-amerikai élményeiről és benyomásairól tanúskodnak. Wiedereinführung der Sklaverei in Guadeloupe (A rabszolgaság felélesztése Guadeloupéban, 1948), Die Hochzeit von Haiti (Haiti esküvő, 1949), Das wirkliche Blau. Eine Geschichte aus Mexiko (A valódi kék szín. Egy történet Mexikóból, 1967).
Ezen kívül 1949-ben befejezte Die Toten bleiben jung (A holtak nem vénülnek) című regényét, amelyben az első világháború utáni Németország történelmét szerette volna megvilágítani. Szintén kortörténeti vonatkozású a két utolsó nagy regénye Die Entscheidung (A döntés) és Das Vertrauen (A bizalom). Mindkét regény a második világháború utáni német viszonyokról szól. Emellett megjelent egy sor elbeszélése is Die Linie (A vonal, 1950), Die Kinder (A gyerekek, 1951), Der Mann und sein Name (A férfia és neve), Der erste Schritt (Az első lépés, 1953 - ebben talán leghíresebb elbeszélése az Das Argonautenschiff), Brot und Salz (Kenyér és só, 1958) és végül Das Licht auf dem Galgen (Fény a bitófán, 1961).

## Magyarul
- A szt. barbarai halászok lázadása; ford. Márai Sándor; Pantheon, Bp., 1932
- A hetedik kereszt; ford. Thury Zsuzsa; Szikra, Bp., 1949
- A vonal. Elbeszélések; ford. Devecseriné Guthi Erzsébet; Szépirodalmi, Bp., 1951 (Szépirodalmi kiskönyvtár)
- Történetek a békéről; ford. Róna Ilona; Országos Béketanács, Bp., 1954
- A holtak nem vénülnek; ford. Vajda Endre, jegyz. Paulinyi Zoltán; Új Magyar Kiadó, Bp., 1955
- Gyerekek. Elbeszélések; ford. Thury Zsuzsa; Ifjúsági, Bp., 1955
- Crisanta; ford. Devecseriné Guthi Erzsébet, Gera György, Vajda Gábor; Európa, Bp., 1959
- Út az éjszakából. Regény; ford. Hollósi Tibor, utószó Barta Lajos; Magyar Helikon, Bp., 1959
- Döntés. Regény; ford. Lányi Sarolta; Kossuth, Bp., 1960
- A bitófán csillog a fény. Történet a Karib-tengerről a francia forradalom idejéből; ford. Erdődi József; Kossuth, Bp., 1962
- Tranzit; ford. Gyurkó László;Kossuth, Bp., 1963
- A Sankt Barbara-i halászok felkelése; ford. Horváth Zoltán; Magyar Helikon, Bp., 1964 (Helikon kisknyvtár)
- A februári út. Regény; ford. Révész Gy. István; Kossuth, Bp., 1966
- A bizalom; ford. Bor Ambrus; Kossuth, Bp., 1970
- Mexikói történetek. Novellák; ford. Bor Ambrus et al.; Kossuth, Bp., 1971
- Átkelés. Szerelmes történet; ford. Mátrai Erika; Európa, Bp., 1973
- Karib-tengeri történetek; ford. Erdődi József, Szíjgyártó László; Kossuth, Bp., 1974
- Regék Artemiszről. Válogatott elbeszélések; vál. Hajnal Gábor, ford. Ember Mária, Hajnal Gábor, Sárközy Elga, utószó Salyámosy Miklós; Európa, Bp., 1975 (Európa zsebkönyvek)
- Az argonauták hajója. Das Argonautenschiff / A rabszolgaság visszaállítása Guadeloupe szigetén. Wiedereinführung der Sklaverei in Guadeloupe / Földöntúliak történetei. Sagen von Unirdischen; ford. Hajnal Gábor, Sárközy Elga; Európa, Bp., 1978
- Megmenekültek. Regény; ford. Csikósné Beck Erzsébet; Európa, 1981
- Az igazi kék. Elbeszélések; vál. Hajnal Gábor, ford. Asztalos József, Kovács Vera, Rónaszegi Éva; Európa, Bp., 1983 (Európa zsebkönyvek)